# Robert Ben Garant
Robert Ben Garant (Cookeville, 14 settembre 1970) è un attore, regista, comico, umorista e produttore cinematografico, oltre anche a autore televisivo e scrittore statunitense, particolarmente noto per avere lavorato alla serie tv Reno 911! e per aver recitato nella serie The State, oltre anche alla sua collaborazione col amico e abituale collega Thomas Lennon.

## Biografia
Robert Ben Garant nasce a Cookeville e cresce a Farragut in Tennessee. Vive per alcuni anni a New York, dove si è laureato alla facoltà "Tisch School of the Arts" all'università di New York. Vive a Los Angeles in California insieme a sua moglie, l'attrice Cathy Shim, e i loro due figli; l'uomo è stato precedentemente sposato con Jennifer, da cui ha divorziato nel 2007.

## Filmografia parziale

### Attore
- The State - miniserie TV (1993–1995)
- Viva Variety - serie TV (1997–1999)
- Reno 911! - serie TV (2003–2009)
- Herbie - Il super Maggiolino (2005)
- Reno 911!: Miami (2007)
- Una notte al museo 2 - La fuga (2009)
- Hell Baby (2013)

### Doppiatore
- Archer - serie TV, 1 episodio (2010)
- Bob's Burgers - serie TV, 5 episodi (2011-2019)

### Regista
- Reno 911! (2003–2009)
- Reno 911!: Miami (2007)
- Balls of Fury - Palle in gioco (2007)
- Reno 911!: Miami (2007)
- Hell Baby (2013)

### Sceneggiatore
- Baywatch, regia di Seth Gordon (2017) - soggetto

## Doppiatori italiani
Nelle versioni in italiano dei suoi lavori, Robert Ben Garant è stato doppiato da:
- Gianluca Solombrino in Reno 911!, Reno 911!: Miami, Reno 911! - Alla ricerca di QAnon

Da doppiatore è sostituito da:
- Fabio Gervasi in Bob's Burgers (Mitchell)